# Control (album van Kensington)
Control is het vierde studioalbum van de band Kensington. Het kwam uit op 28 oktober 2016.

## Nummers
1. "Do I Ever" – 3:24
2. "Fiji" – 2:40
3. "Slicer" – 3:15
4. "Regret" – 3:39
5. "All Before You" – 3:39
6. "Sorry" – 3:47
7. "Control" – 4:35
8. "Rely On" – 2:39
9. "Bridges" – 3:40
10. "Storms" – 4:11
11. "St. Helena" – 4:42

## Promotie
Ter promotie was de band een week lang te gast bij de talkshow RTL Late Night.

## Awards
3FM Award voor beste Album
Eloi Youssef · Casper Starreveld · Niles Vandenberg · Jan Haker